# بلايموث فيوري
بلايموث فيوري (بالإنجليزية: Plymouth Fury)‏ هي سيارة مدمجة من صناعة بلايموث أنتجت في 1956 . تم تجميعها في ديترويت، ميشيغان وتوقف إنتاجها في 1978.